# L'Hospitalet de Llobregat
L'Hospitalet de Llobregat (phát âm tiếng Catalunya: [luspitəˈlɛd də ʎuβɾəˈɣat] hoặc [lɔspitəˈlɛd də ʎɔβɾəˈɣat]), thường gọi tắt là L'Hospitalet, là một khu tự quản nằm sát phía tây nam của Barcelona tại Catalonia, Tây Ban Nha. Xét theo dân số, đây là thành phố lớn thứ nhì tại Catalonia, và xếp thứ 16 tại Tây Ban Nha. Đây là một trong các thành phố có mật độ dân cư dày đặc nhất trong Liên minh châu Âu. Khu vực được đô thị hoá trong thế kỷ 19 khi xuất hiện các nhà máy dệt khiến dân số bùng nổ. Trong các thập niên 1960 và 1970, khu vực xuất hiện một cuộc bùng nổ dân số thứ nhì, do nhập cư từ các vùng nghèo hơn tại Tây Ban Nha, song phải đến thập niên 1990 thì hạ tầng mới có thể đáp ứng.
Thành phố có tiếng là một khu ngoại ô trì trệ, bắt nguồn từ nguồn gốc vô sản và lệ thuộc vào Barcelona. Tuy nhiên, kinh tế thành phố được cải thiện trong thời gian gần đây, được thể hiện thông qua cảnh quan thành phố và nhiều công ty chuyển đến trung tâm tài chính mới tại đây. Tái phát triển và xây dựng đô thị diễn ra trong thập niên 2000, cùng với công việc đang diễn ra nhằm cải tiến giao thông công cộng. Trụ sở của hãng hàng không cũ Spanair đặt tại L'Hospitalet.. Truy cập ngày 29 tháng 12 năm 2009.</ref>